# 落語ガールズ
落語ガールズ（らくごガールズ）は、落語協会・落語芸術協会、落語立川流所属の真打・二つ目の女性落語家をメンバーとした落語家ユニットの名称。2023年4月に活動を終了した。

## 概要
2017年秋、女性落語家の所属団体などを超えた認知・精進などを目的として、落語協会・落語芸術協会・落語立川流の女性落語家により結成。プロデューサー的役割を果たしたのは春雨や風子であった。
チラシ・ブログ・ツイッターなどでの名称は「落語ガールズ！」（「！」がつく）である。公式サイト・youtubeに「！」はついていない。ロゴ（複数ある）は「！」が扇子の形になっている。
- 2017年12月12日、ミュージックテイト西新宿店で「落語ガールズ！」旗揚げ公演。月2回（原則隔週火曜日）メンバーより4人もしくは3人ずつ出演の落語会をスタートさせる。チラシのキャッチコピーは「落語家女子！みんなでお時間分け合って競演っ！」。
- 2018年12月15日、深川江戸資料館で旗揚げ1周年記念公演を開催。ゲストは柳家さん喬（昼）、柳亭市馬（夜）。
- 2019年4月 - 9月、ラジオ番組「落語ガールズ」放送。放送されたのはHBCラジオ・新潟放送・高知放送・南海放送・信越放送・静岡放送。
- 2020年2月1日、月島教育会館で旗揚げ2周年記念公演。ゲストはナイツ（昼）、春風亭昇太（夜）。
- 2020年4月、YouTubeチャンネル公開。
- 2022年4月、定期公演が100回を迎える。この時点で中心となって活動しているメンバーは8名[2]。
- 2023年4月25日、ミュージックテイト西新宿店での定期公演を最後に活動を終了した[3]。

定期公演だけではなく、地方公演なども行った。
活動終了後の2024年7月、メンバーだった柳家花ごめがインタビューで「いろいろ難航して活動は終了したが、（略）でもチャレンジしたことは大きいと思うし、やって良かったと思う」と活動を振り返っている。

## メンバー
活動終了（2023年4月25日）時点。真打は太字。
| 活動終了時の芸名 | ふりがな                | 所属団体     | 師匠                           | 入門       | 加入             | 備考                                           |
| ---------------- | ----------------------- | ------------ | ------------------------------ | ---------- | ---------------- | ---------------------------------------------- |
| 川柳つくし       | かわやなぎ つくし       | 落語協会     | 川柳川柳                       | 1997年3月  | 立ち上げメンバー | 加入時点で真打                                 |
| 林家ぼたん       | はやしや ぼたん         | 落語協会     | 林家こん平                     | 2002年3月  | 立ち上げメンバー | 加入時点で真打                                 |
| 古今亭駒子       | ここんてい こまこ       | 落語協会     | 古今亭菊千代                   | 2003年     | 立ち上げメンバー | 旧高座名：古今亭ちよりん 2018年9月より真打昇進 |
| 三遊亭藍馬       | さんゆうてい あいば     | 落語芸術協会 | 三代目橘ノ圓→ 五代目三遊亭圓馬 | 2005年3月  | 立ち上げメンバー | 旧高座名：橘ノ双葉 2019年5月より真打昇進       |
| 立川こはる       | たてかわ こはる         | 落語立川流   | 立川談春                       | 2006年3月  | 立ち上げメンバー | 2023年5月より真打昇進 現・立川小春志           |
| 三遊亭律歌       | さんゆうてい りっか     | 落語協会     | 三遊亭歌る多                   | 2006年11月 | 立ち上げメンバー | 旧高座名：三遊亭美るく 2022年3月より真打昇進   |
| 春雨や風子       | はるさめや ふうこ       | 落語芸術協会 | 四代目春雨や雷蔵               | 2008年1月  | 立ち上げメンバー | 2024年5月より真打昇進 現・雲龍亭雨花           |
| 柳家花ごめ       | やなぎや かごめ         | 落語協会     | 柳家花緑                       | 2009年4月  | 立ち上げメンバー | 2024年9月より真打昇進                          |
| 三遊亭遊かり     | さんゆうてい ゆうかり   | 落語芸術協会 | 三遊亭遊雀                     | 2012年6月  | 立ち上げメンバー |                                                |
| 林家あんこ       | はやしや あんこ         | 落語協会     | 林家しん平                     | 2013年3月  | 立ち上げメンバー | 父に林家時蔵                                   |
| 春風亭一花       | しゅんぷうてい いちはな | 落語協会     | 春風亭一朝                     | 2013年5月  |                  | 夫に金原亭馬久                                 |
| 立川だん子       | たてかわ だんこ         | 落語立川流   | 立川談四楼                     | 2014年4月  |                  |                                                |
| 三遊亭遊七       | さんゆうてい ゆうしち   | 落語芸術協会 | 三遊亭遊之介                   | 2015年12月 | 2020年5月        |                                                |
| 三遊亭あら馬     | さんゆうてい あらま     | 落語芸術協会 | 三遊亭とん馬                   | 2017年1月  | 2021年8月        |                                                |

## 元メンバー
| 参加時の芸名 | ふりがな        | 所属団体 | 師匠           | 入門      | 加入             | 備考                      |
| ------------ | --------------- | -------- | -------------- | --------- | ---------------- | ------------------------- |
| 林家なな子   | はやしや ななこ | 落語協会 | 九代目林家正蔵 | 2010年8月 | 立ち上げメンバー | 2025年9月より真打昇進予定 |
| 林家つる子   | はやしや つるこ | 落語協会 | 九代目林家正蔵 | 2010年9月 | 立ち上げメンバー | 2024年3月より真打昇進     |
| 林家扇       | はやしや せん   | 落語協会 | 林家木久扇     | 2008年3月 | 立ち上げメンバー | 2022年5月廃業             |